# Паларик, Ян
Ян Паларик (27 апреля 1822, Раковя — 7 декабря 1870, Майцицгов) — австро-венгерский словацкий публицист, драматург, католический священник, деятель образования, славянофил и русофил.
Родился в семье плотника, начальное общее и музыкальное образование получил дома от родителей. Общее образование продолжил затем в Прешове и Кечкемете, изучал богословие в Эстергоме, Братиславе и Трнаве. После рукоположения служил пастором в Стары-Текове (англ. Starý Tekov), Виндшахте (Штьявницке-Бане) и Банска-Штьявнице. В 1852—1862 годах служил пастором в немецкой общине в Пеште, с 1862 до своей смерти в Майцицгове (англ. Majcichov). Был одним из создателей «Матицы словацкой», в 1868 году участвовал в формировании новой политической партии — Новой школы Словакии (Novej školy slovenske). Также он посвятил себя организации народного образования и просвещения.
Статьи Паларика в журналах «Cyrill a Method», «Katolicke Noviny» (в этом журнале он был одним из редакторов) и «Slovenske Noviny», в которых он выступал как патриот и словацкий националист, стремившийся к защите и распространению словацкого языка и культуры, вооружили против него немцев и венгров, и до 40 лет он не получал прихода непосредственно в Словакии. Из статей и отдельных изданий Паларика более известны «Ohlas pravdy» (1852), «Dôle ž itost' dramatickej narodnej literatúry» (1860), « О vz ájemnosti slovanskej» (1864).
Комедии и драмы Паларика, оценивавшиеся как слишком сентиментальные и нравоучительные, не пользовались успехом. Наиболее известные: «Incognito», «Drotár», «Smierenie albo Dobrodru ž stvo pri ob ž inkoch» и «Dimitrij Samozvanec» (Пешт, 1870). Кроме того, им были написаны учебники грамматики, чтения и закона божьего для начальных школ на словацком языке.